# Andrei Dunayev
Andrei Dunayev –en ruso, Андрей Дунаев– (14 de mayo de 1949-9 de diciembre de 2015) fue un deportista soviético que compitió en natación. Ganó una medalla de plata en el Campeonato Europeo de Natación de 1966 en la prueba de 400 m estilos.

## Palmarés internacional
| Campeonato Europeo | Campeonato Europeo     | Campeonato Europeo | Campeonato Europeo |
| Año                | Lugar                  | Medalla            | Prueba             |
| ------------------ | ---------------------- | ------------------ | ------------------ |
| 1966               | Utrecht (Países Bajos) | Medalla de plata   | 400 m estilos      |